# Voortrekkers (organización juvenil)
Voortrekkers es una organización juvenil de lengua afrikáans creada en Sudáfrica en 1931. Los voortrekkers han desarrollado su identidad basada en lo que está considerado su ABC: Afrikanerskap, Burgerskap, Christenskap (Africanidad, Ciudadanía, Cristianismo, en afrikáans).
La fundación de Voortrekkers coincidió con el crecimiento del nacionalismo afrikáner en Sudáfrica, que para entonces era una colonia británica. En cierto modo, fue presentada como una alternativa en afrikáans al movimiento en gran medida de habla inglesa Boy scouts, de su herencia y tradición británica. Sin embargo, el programa Voortrekker fue de corte sustancialmente más nacionalista y religioso que el programa scout. Desde el punto de vista organizativo, los Voortrekkers se dividen en una serie de gebiede (áreas) que corresponden a las provincias de Sudáfrica existentes antes de 1994, además de Namibia, que a su vez se subdividen en oorde (distritos) y luego en kommandos (comandos). Cada kommando consiste en una serie de spanne (equipos).